# گرنرود (تورینگن)
گرنرود (به آلمانی: Gernrode) یک شهر در آلمان است که در آیشسفلد واقع شده‌است. گرنرود ۱٬۶۵۱ نفر جمعیت دارد.